# Олексій Губанов
Олексій Олександрович Губанов (нар. 30 березня 1992, Новокузнецьк, Росія), більш відомий під псевдонімом JesusAVGN, відомий також як Хесус  — російський відеоблогер, летсплеєр і стример, відомий завдяки створенню контенту на платформах YouTube та Twitch. Розпочав кар'єру у 2012 році та продовжує її дотепер. З кінця 2021 року проживає у США.

## Біографія
Олексій народився в місті Новокузнецьк. Його дитинство було важким: він погано навчався у старшій школі, а сім’я не була фінансово стабільною. Губанов неодноразово згадував, що «іноді грошей не вистачало навіть на їжу». Має середню спеціальну освіту за спеціальностями: слюсар контрольно-вимірювальних приладів і автоматики (КВПіА) та оператор ЕОМ. Згодом переїхав до США, де нині мешкає. Із 2022 року проживає з дівчиною Аліною. Активно підтримує Україну після вторгнення Росії в 2022 році. У квітні 2023 року Олексій отримав грін-картку США.

## Діяльність
Хесус розпочав свою діяльність у 2012 році зі створення акаунта на платформі Twitch, а з 2013 року активно публікує відео на YouTube. Популярність здобув завдяки сатиричним відеооглядам комп’ютерних ігор, а також прямим трансляціям проходжень. Абревіатура «AVGN» у його ніку є відсиланням до персонажа The Angry Video Game Nerd (укр. «Злий відеоігровий фанат»). Протягом чотирьох років після створення своїх каналів Хесус приховував своє обличчя від публіки, показавши його лише в ролику, присвяченому Новому 2017 року. 6 лютого 2022 року Хесус встановив рекорд онлайну — на піку його трансляцію переглядали понад 106 тисяч глядачів. Під час цієї трансляції Хесус переглядав відео, у якому розкривалася компрометувальна інформація про стримера Некоглая. У серпні 2023 року Хесус поголив голову в прямому ефірі після отримання донату на суму 50 тисяч доларів від стримера Mellstroy. У вересні 2024 року Хесус отримав дві нагороди від платформи Twitch у вигляді статуеток за досягнення визначених показників переглядів: фіолетову — за 5 мільйонів годин перегляду і білу — за 50 мільйонів годин.

## Благодійність

### Допомога українцям
Після початку повномасштабного вторгнення Росії в Україну у 2022 році Олексій Губанов неодноразово висловлював підтримку Україні під час трансляцій та на публічних платформах. Він організовував збори коштів для надання гуманітарної допомоги цивільному населенню, а також переказував пожертви волонтерським та благодійним організаціям.
Зокрема, повідомляв про придбання аптечок, одягу, продуктів харчування і засобів першої допомоги для українців, які постраждали від війни. Частина допомоги спрямовувалась напряму волонтерам в регіонах, близьких до зони бойових дій. Публікує звіти з фото й подяками від отримувачів допомоги в своєму Telegram-каналі.

### Допомога людям після теракту в Crocus City Hall у Москві
У березні 2024 року, після теракту в концертному залі «Крокус-Сіті Голлі» у Москві, Олексій Губанов ініціював збір коштів на допомогу постраждалим. Під час прямої трансляції було зібрано 250 тисяч рублів, ще 250 тисяч він додав особисто. Загальна сума допомоги склала 500 тисяч рублів. Через відсутність офіційних благодійних фондів, що займалися підтримкою постраждалих, кошти були передані музиканту Моргенштерну та його команді, які заявили про готовність координувати допомогу. За словами Губанова, зібрані кошти були спрямовані на оплату медичних послуг, зокрема операцій і лікування.

## Конфлікти навколо збору пожертв
У квітні 2023 року платформа Donatello обмежила профіль Хесуса після надходження скарг від українських блогерів і стрімерів. Причиною стали сумніви щодо збору коштів на допомогу українцям. У відповідь Хесус надав платформі звіти та докази щодо використання коштів, однак відповіді не отримав.
У 2024 році під час трансляції на платформі Twitch Хесус організував збір коштів на гуманітарну допомогу українському волонтеру на прізвисько Голландець (Христов Денис), який займається евакуацією цивільного населення із зон бойових дій. Метою збору було придбання автомобіля для евакуаційних потреб. Згодом сервіс DonationAlerts заблокував збір коштів на профілі Хесуса, посилаючись на порушення правил платформи, зокрема підозру у фінансуванні Збройних сил України. Губанов спростував ці звинувачення, заявивши, що зібрані кошти призначалися виключно для гуманітарної допомоги. Після цього деякі стримери та користувачі з проросійською позицією почали звинувачувати його в підтримці української армії, хоча достовірних підтверджень цьому не було надано.

## Обвинувачення в криптоскамі (2024)
У 2024 році навколо криптовалюти Буба Койн виникли звинувачення в шахрайстві. Буба Койн був запущений як мем-токен і здобув популярність у криптовалютних спільнотах. На початковому етапі більшість токенів була викуплена кількома великими інвесторами, що спричинило різке зростання його вартості. Згодом вартість токена суттєво знизилась.
Деякі користувачі в соціальних мережах висловлювали припущення щодо можливого привласнення коштів або маніпуляцій. Водночас окремі учасники спільноти заявляли, що всі транзакції були публічними, а зміни курсу пов’язані з типовою волатильністю мем-койнів.
У зв’язку з цим криптовалюта неодноразово ставала об’єктом публічних обговорень і звинувачень. Олексій Губанов заперечував свою причетність до будь-яких шахрайських дій, заявивши, що його участь у проєкті не була спрямована на введення в оману інвесторів.

## Вибори в Росії (2024)
У 2024 році Олексій брав активну участь у передвиборчій кампанії опозиційного політика Бориса Надєждіна, який висувався кандидатом на пост президента Російської Федерації.
Під час президентської кампанії 2024 року Олексій Губанов публічно заявив про підтримку кандидата Бориса Надєждіна, який балотувався від партії «Громадянська ініціатива». У межах своєї онлайн-діяльності Губанов проводив трансляції з участю політика, в яких обговорювалися актуальні соціально-політичні теми.
Губанов організував збір підписів на підтримку висування Надєждіна серед російської діаспори у Нью-Йорку, США.  Центральна виборча комісія Російської Федерації відмовила Борису Надєждіну в реєстрації кандидатом на виборах президента 2024 року, пославшись на велику кількість недійсних підписів серед поданих.

## Визнання іноземним агентом
4 квітня 2025 року Міністерство юстиції Російської Федерації внесло Олексія Губанова до переліку фізичних осіб — іноземних агентів.